# Juba II
Juba II (en latín: Iuba, en griego antiguo: Ιóβας (Ιóβα) o Ιουβας, en bereber:  ⵢⵓⴱⴰ (Yuba)) (52 o 50 a. C.-23 d. C.) fue rey de Numidia y posteriormente de Mauritania. Su primera esposa fue Cleopatra Selene (II), la última descendiente de la dinastía ptolemaica, hija de la reina de Egipto Cleopatra VII y el triunviro romano Marco Antonio.

## Primeros años
Juba II fue el único hijo y heredero del rey Juba I de Numidia, rey bereber del norte de África, mientras que su madre nos es desconocida. En 45 a. C. su padre se suicidó tras la derrota ante Julio César en Tapso, en la actual Túnez, cuando Numidia se convirtió en provincia romana.
Juba II fue llevado a Roma por César y formó parte de la procesión triunfal de César, como tiempo después lo haría su futura esposa Cleopatra Selene en los fastos tras la conquista de Egipto. Recibió una educación romana en latín y en griego, romanizándose e incluso obteniendo la ciudadanía romana.
Debido a esta dedicación al estudio, se convirtió en uno de los ciudadanos romanos con mejor educación, y a la edad de 20 años escribió su primera obra titulada Arqueología romana. 
Disfrutó del favor de César y Octavio, luchando junto a Octavio en la batalla de Accio en 31 a. C.

## Restauración en el trono

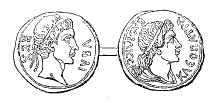
Moneda del antiguo Reino de Mauretania:
Anverso: Juba II de Numidia;
Reverso: Cleopatra Selene II.

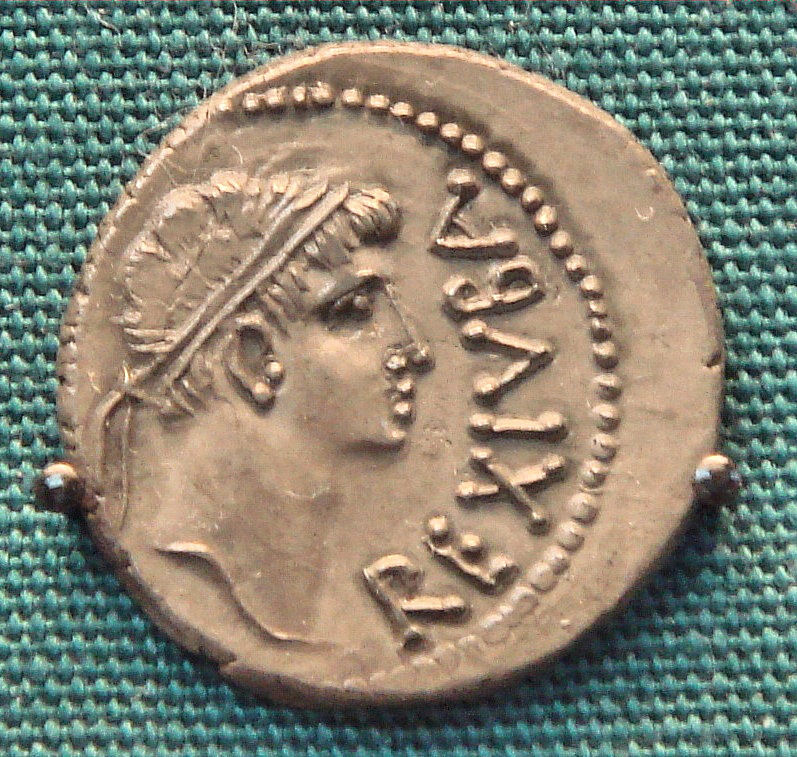
Moneda de Juba II.

Octavio Augusto restituyó a Juba II como rey de Numidia entre los años 29-27 a. C., lo que lo convirtió en fiel aliado de Roma. Entre el 26 y el 20 a. C., Augusto le otorgó a Cleopatra Selene (II) como esposa, dándole un gran dote y confirmándola como reina. 
Sin embargo, Juba II y Cleopatra II no reinaron juntos mucho tiempo en Numidia porque la población local se oponía a Juba por su excesiva romanización, lo que causó desórdenes civiles. La pareja real dejó entonces Numidia, trasladándose a Mauritania.

## Mauritania
Cuando se mudaron a Mauritania, renombraron la capital como Cesarea (moderna Cherchel, Argelia). Los proyectos de construcción y escultura en Cesarea y Volubilis presentaban una rica mezcla de estilos arquitectónicos egipcio, griego y romano.
Cleopatra influyó para que Juba II ejerciera una óptima política de gobierno: Juba II fomentó y apoyó las artes escénicas, la investigación científica y el conocimiento de la historia natural y favoreció el comercio mauritano. Mauritania comerció con todo el Mediterráneo, en especial con Hispania e Italia, exportando pescado, uvas, perlas, higos, grano, madera para muebles y tinte púrpura para las vestiduras senatoriales. 
Juba II envió una expedición a las islas Púrpuras con el fin de restablecer los antiguos procesos fenicios de fabricación del tinte ("púrpura getúlica"). Tingis (la actual Tánger), ciudad situada cerca de las Columnas de Hércules (actual estrecho de Gibraltar), se convirtió en un gran centro comercial. En Gades (actual Cádiz) y Cartago Nova (actual Cartagena) en Hispania, Augusto nombró a Juba II duunviro honorario, cargo que equivalía al de magistrado o patronus coloniae de una colonia o ciudad romana fundamentalmente relacionada con el tráfico comercial. El historiador griego Plutarco lo describe como uno de los mejores estadistas de su tiempo, y así como ejemplo durante su reinado el valor y la calidad de la moneda mauritana fueron reconocidos en el mundo antiguo. 
También mandó explorar otras zonas geográficas, como las Montañas del Atlas, Madeira y las Islas Canarias.
En 19 d. C. Juba II nombró a su hijo Ptolomeo corregente, antes de morir en el año 23 d. C. Fue enterrado junto a su primera mujer en el Mausoleo real de Mauritania. Ptolomeo reinó hasta el 40 d. C., cuando su primo segundo, el emperador Calígula, mandó asesinarlo en una visita a Roma, tras lo cual Mauritania quedó anexionada al Imperio y se convirtió en provincia romana.

## Matrimonios e hijos
Primer matrimonio con Cleopatra Selene (II) (40 a. C.-6 d. C.).
Hijos: 
- Una niña, Cleopatra Selene, muerta hacia 5 a. C.
- Ptolomeo de Mauritania (19 a. C.-40 d. C.)
- Drusila de Mauritania (nacida en 15 a. C.)

Segundo matrimonio, con Glafira (princesa de Capadocia, hija del rey Arquelao).

## Obras
Juba II escribió libros en griego y latín sobre historia, historia natural, geografía, gramática, pintura y teatro, aunque únicamente sobreviven fragmentos de su obra, quedando testimonios de la misma en las obras de otros autores. Recopiló además una importante biblioteca con multitud de temas, que sin duda complementó su prolífica producción propia. 
Su guía Sobre Arabia tuvo gran éxito en Roma, escribiendo además Sobre los Asirios, Sobre Libia y una Historia de Roma. En relación con la gramática escribió Sobre la corrupción del léxico y las Semejanzas. En el arte, Sobre la pintura y una Historia del Teatro. En cuanto a la fauna, Sobre animales venenosos y Fisiologías. 
Plinio el Viejo lo cita como autoridad en 65 ocasiones en su Naturalis Historia y en Atenas se edificó un monumento como reconocimiento a sus escritos. 
Según Plinio el Joven, Juba II envió una expedición a las Islas Canarias y a Madeira y allí recopiló información sobre flora, fauna y etnografía. Juba II habría dado a las Islas Canarias ese nombre porque se encontraron grandes perros feroces (canarius, del latín can, canis, perro) y nombró cinco de las islas en latín: Canaria (actual Gran Canaria), Nivaria (la isla de las nieves perpetuas, actual Tenerife), Capraria, Iunonia Maior (probablemente, La Palma), Iunonia Minor y una en griego, Ombrios (actual El Hierro).
También es conocido por haber escrito un libro sobre un tártago que encontró en el Alto Atlas al que llamó Euphorbia dedicado a su médico personal. Más tarde se la llamaría Euphorbia regis-jubae ('Euphorbia del rey Juba') en su honor (ahora se la denomina Euphorbia obtusifolia ssp. regis-jubae). 
El botánico alemán Carl Sigismund Kunth dedicó el género de palmera monotípico Jubaea (Arecaceae) al Rey Juba II en reconocimiento a sus escritos sobre historia natural y expediciones botánicas a las islas Canarias y Madeira, indicando en el protólogo del género: "in honrem Jubae, regis Numidiae, eruditissimi principis et studiorum claritate quam regno memorabilioris, qui de re herbaria ac geographia commentarios reliquit insignes."

Flavio Filóstrato recordaba así una de sus anécdotas:

"Y he leído en el tratado de Juba que los elefantes se ayudan mutuamente cuando están siendo perseguidos y van a defenderse hasta el agotamiento, y cuando están fuera de peligro, ungen sus heridas con las lágrimas del árbol de aloe, manteniéndose de pie, a su alrededor, como los médicos."
Vida de Apolonio de Tiana, Loeb Classical Library, Libro II, Capítulo XVI.

.